# 98 a.C.
Il 98 a.C. (XCVIII a.C. in numeri romani) è un anno  del I secolo a.C.

## Eventi
- A Roma sono consoli Quinto Cecilio Metello Nepote e Tito Didio.
- A Roma Lucio Cornelio Dolabella festeggia il suo trionfo per aver sconfitto in Hispania i Lusitani.